# 第10回サテライト賞
10th Satellite Awards

2005年12月17日
ドラマ映画賞: 

 ブロークバック・マウンテン 
ミュージカル・コメディ映画賞: 

 ウォーク・ザ・ライン/君につづく道 
ドラマシリーズ賞: 

 Dr.HOUSE 
ミュージカル・コメディシリーズ賞:

 ザ・デイリー・ショー 
第10回サテライト賞は、2005年のテレビ、映画を対象とした賞であり、2005年12月17日に発表された。

## 受賞とノミネート一覧
太字は受賞

### 映画

#### 主演男優賞 (ドラマ映画)
- フィリップ・シーモア・ホフマン - 『カポーティ』
  - ジェイク・ジレンホール - 『ジャーヘッド』
  - トミー・リー・ジョーンズ - 『メルキアデス・エストラーダの3度の埋葬』
  - ヒース・レジャー - 『ブロークバック・マウンテン』
  - ヴィゴ・モーテンセン - 『ヒストリー・オブ・バイオレンス』
  - デヴィッド・ストラザーン - 『グッドナイト&グッドラック』

#### 主演男優賞 (ミュージカル・コメディ映画)
- テレンス・ハワード - 『ハッスル&フロウ』
  - ケビン・コスナー - 『ママが泣いた日』
  - ロバート・ダウニー・Jr - 『キスキス,バンバン』
  - キリアン・マーフィー - 『プルートで朝食を』
  - ビル・マーレイ - 『ブロークン・フラワーズ』
  - ホアキン・フェニックス - 『ウォーク・ザ・ライン/君につづく道』

#### 主演女優賞 (ドラマ映画)
- フェリシティ・ハフマン - 『トランスアメリカ』
  - トニ・コレット - 『イン・ハー・シューズ』
  - ジュリアン・ムーア - The Prize Winner of Defiance, Ohio
  - ロビン・ライト - 『美しい人』
  - シャーリーズ・セロン - 『スタンドアップ』
  - チャン・ツィイー - 『SAYURI』

#### 主演女優賞 (ミュージカル・コメディ映画)
- リース・ウィザースプーン - 『ウォーク・ザ・ライン/君につづく道』
  - ジョアン・アレン - 『ママが泣いた日』
  - クレア・デインズ - 『Shopgirl/恋の商品価値』
  - ジュディ・デンチ - 『ヘンダーソン夫人の贈り物』
  - キーラ・ナイトレイ - 『プライドと偏見』
  - ジョーン・プロウライト - 『クレアモントホテル』

#### アニメ・ミックスメディア映画賞
- 『ナルニア国物語/第1章: ライオンと魔女』
  - 『チキン・リトル』
  - 『ティム・バートンのコープスブライド』
  - 『魔法使いハウルと火の悪魔』
  - 『ウォレスとグルミット 野菜畑で大ピンチ!』

#### 美術賞
- 『グッドナイト&グッドラック』
  - 『キングダム・オブ・ヘブン』
  - 『SAYURI』
  - 『モディリアーニ 真実の愛』
  - 『シン・シティ』
  - 『スター・ウォーズ エピソード3/シスの復讐』

#### キャスト賞
- 『クラッシュ』
  - クリストファー・ブリッジス
  - サンドラ・ブロック
  - ドン・チードル
  - マット・ディロン
  - ジェニファー・エスポジート
  - ウィリアム・フィクナー
  - ブレンダン・フレイザー
  - テレンス・ハワード
  - タンディ・ニュートン
  - ライアン・フィリップ
  - ラレンズ・テイト

#### 撮影賞
- 『ナイロビの蜂』 - セザール・シャローン
  - 『2046』 - クリストファー・ドイル
  - 『チャーリーとチョコレート工場』 - フィリップ・ルースロ
  - 『カンフーハッスル』 - プーン・ハンサン
  - 『SAYURI』 - ディオン・ビーブ
  - 『シン・シティ』 - ロバート・ロドリゲス

#### 衣裳デザイン賞
- 『プライドと偏見』
  - 『ハリー・ポッターと炎のゴブレット』
  - 『キングダム・オブ・ヘブン』
  - 『SAYURI』
  - 『モディリアーニ 真実の愛』
  - 『上海の伯爵夫人』

#### 監督賞
- アン・リー - 『ブロークバック・マウンテン』
  - ジョージ・クルーニー - 『グッドナイト&グッドラック』
  - クリス・コロンバス - 『RENT/レント』
  - ジェームズ・マンゴールド - 『ウォーク・ザ・ライン/君につづく道』
  - ロブ・マーシャル - 『SAYURI』
  - ベネット・ミラー - 『カポーティ』

#### ドキュメンタリー映画賞
- 『ステップ!ステップ!ステップ!』
  - 『エンロン 巨大企業はいかにして崩壊したのか?』
  - 『ファヴェーラの丘』
  - 『皇帝ペンギン』
  - 『マーダーボール』
  - 『ニューヨーク・ドール』

#### 編集賞
- 『ブロークバック・マウンテン』
  - 『グッドナイト&グッドラック』
  - 『ジャーヘッド』
  - 『カンフーハッスル』
  - 『シン・シティ』
  - 『宇宙戦争』

#### ドラマ映画賞
- 『ブロークバック・マウンテン』
  - 『カポーティ』
  - 『シンデレラマン』
  - 『ヒストリー・オブ・バイオレンス』
  - 『SAYURI』
  - The War Within

#### ミュージカル・コメディ映画賞
- 『ウォーク・ザ・ライン/君につづく道』
  - 『ハッピー・エンディング』
  - 『ハッスル&フロウ』
  - 『カンフーハッスル』
  - 『RENT/レント』
  - 『Shopgirl/恋の商品価値』

#### 外国語映画賞
- Äideistä parhain,  フィンランド/ スウェーデン

#### 作曲賞
- 『キングダム・オブ・ヘブン』 - ハリー・グレッグソン＝ウィリアムズ
  - 『ブロークバック・マウンテン』 - グスターボ・サンタオラヤ
  - 『ナイロビの蜂』 - アルベルト・イグレシアス
  - 『ティム・バートンのコープスブライド』 - ダニー・エルフマン
  - 『SAYURI』 - ジョン・ウィリアムズ
  - 『シン・シティ』 - ロバート・ロドリゲス

#### 主題歌賞
- "A Love That Will Never Grow Old" - 歌: エミルー・ハリス - 『ブロークバック・マウンテン』
  - "In the Deep" - 歌: バード・ヨーク - 『クラッシュ』
  - "Hustler's Ambition" - 歌: 50セント - 『ゲット・リッチ・オア・ダイ・トライン』
  - "Magic Works" - 『ハリー・ポッターと炎のゴブレット』
  - "Broken" - 『キスキス,バンバン』

#### 脚色賞
- 『SAYURI』 - ロビン・スウィコード
  - 『ブロークバック・マウンテン』 - ラリー・マクマートリー、ダイアナ・オサナ
  - 『カポーティ』 - ダン・フッターマン
  - 『ジャーヘッド』 - ウィリアム・ブロイルズ・Jr
  - 『Shopgirl/恋の商品価値』 - スティーヴ・マーティン
  - 『ウォーク・ザ・ライン/君につづく道』 - ギル・デニス、ジェームズ・マンゴールド

#### オリジナル脚本賞
- 『グッドナイト&グッドラック』 - ジョージ・クルーニー、グラント・ヘスロヴ
  - 『クラッシュ』 - ポール・ハギス、ボビー・モレスコ
  - 『ハッピー・エンディング』 - ドン・ルース
  - 『美しい人』 - ロドリゴ・ガルシア
  - 『イカとクジラ』 - ノア・バームバック
  - The War Within - Ayad Akhtar、ヨーゼフ・カステッロ、トム・グリン

#### 音響賞
- 『スター・ウォーズ エピソード3/シスの復讐』
  - 『燃えよ! カンフー』
  - 『RENT/レント』
  - 『シン・シティ』
  - 『上海の伯爵夫人』

#### 助演男優賞 (ドラマ映画)
- ダニー・ヒューストン - 『ナイロビの蜂』
  - クリス・クーパー - 『カポーティ』
  - ジェイク・ジレンホール - 『ブロークバック・マウンテン』
  - エドワード・ノートン - 『キングダム・オブ・ヘブン』
  - ミッキー・ローク - 『シン・シティ』
  - ピーター・サースガード - 『ジャーヘッド』

#### 助演男優賞 (ミュージカル・コメディ映画)
- ヴァル・キルマー - 『キスキス,バンバン』
  - トム・アーノルド - 『ハッピー・エンディング』
  - コービン・バーンセン - 『キスキス,バンバン』
  - スティーヴ・クーガン - 『ハッピー・エンディング』
  - クレイグ・T・ネルソン - 『幸せのポートレート』
  - ジェイソン・シュワルツマン - 『Shopgirl/恋の商品価値』

#### 助演女優賞 (ドラマ映画)
- ローラ・リニー - 『イカとクジラ』
  - エイミー・アダムス - Junebug
  - マリア・ベロ - 『ヒストリー・オブ・バイオレンス』
  - コン・リー - 『SAYURI』
  - シャーリー・マクレーン - 『イン・ハー・シューズ』
  - フランシス・マクドーマンド - 『スタンドアップ』

#### 助演女優賞 (ミュージカル・コメディ映画)
- ロザリオ・ドーソン - 『RENT/レント』
  - アメリカ・フェレーラ - 『旅するジーンズと16歳の夏』
  - ダイアン・キートン - 『幸せのポートレート』
  - レイチェル・マクアダムス - 『幸せのポートレート』
  - ミシェル・モナハン - 『キスキス,バンバン』
  - ユン・チウ - 『カンフーハッスル』

#### 視覚効果賞
- 『スター・ウォーズ エピソード3/シスの復讐』
  - 『キングダム・オブ・ヘブン』
  - 『カンフーハッスル』
  - 『シン・シティ』
  - 『宇宙戦争』

### テレビ

#### 主演男優賞 (ドラマシリーズ)
- ヒュー・ローリー - 『Dr.HOUSE』
  - デニス・リアリー - 『レスキュー・ミー NYの英雄たち』
  - イアン・マクシェーン - 『デッドウッド 〜銃とSEXとワイルドタウン』
  - ディラン・ウォルシュ - 『NIP/TUCK マイアミ整形外科医』
  - ジェイク・ウェバー - 『ミディアム 霊能者アリソン・デュボア』

#### 主演男優賞 (ミュージカル・コメディシリーズ)
- ジェイソン・ベイトマン - 『アレステッド・ディベロプメント』
  - スティーヴン・コルベア - 『コルベア・レポー』
  - ケヴィン・コナリー - 『アントラージュ★オレたちのハリウッド』
  - ジェイソン・リー - 『マイネーム・イズ・アール』
  - トニー・シャルーブ - 『名探偵モンク』
  - ジェームズ・スペイダー - 『ボストン・リーガル』

#### 主演男優賞 (ミニシリーズ・テレビ映画)
- ジョナサン・リース＝マイヤーズ - 『ELVIS エルヴィス』
  - ケネス・ブラナー - 『ルーズベルト 大統領の保養地』
  - クリスチャン・キャンベル（英語版） - Reefer Madness: The Movie Musical
  - テッド・ダンソン - Our Fathers
  - ルパート・エヴェレット - 『シャーロック・ホームズ: 淑女殺人事件』
  - エド・ハリス - 『追憶の街 エンパイア・フォールズ』

#### 主演女優賞 (ドラマシリーズ)
- キーラ・セジウィック - 『クローザー』
  - パトリシア・アークエット - 『ミディアム 霊能者アリソン・デュボア』
  - ジェニファー・ビールス - 『Lの世界』
  - クリスティン・ベル - 『ヴェロニカ・マーズ』
  - ジーナ・デイヴィス - 『最高指揮官』
  - ジョエリー・リチャードソン - 『NIP/TUCK マイアミ整形外科医』

#### 主演女優賞 (ミュージカル・コメディシリーズ)
- フェリシティ・ハフマン - 『デスパレートな妻たち』
- メアリー＝ルイーズ・パーカー - 『Weeds ママの秘密』
  - キャンディス・バーゲン - 『ボストン・リーガル』
  - ローレン・グレアム - 『ギルモア・ガールズ』
  - エリザベス・パーキンス - 『Weeds ママの秘密』

#### 主演女優賞 (ミニシリーズ・テレビ映画)
- クリスティン・ベル - Reefer Madness: The Movie Musical
  - ナターシャ・マケルホーン - 『黙示録 〜神の暗号を解く』
  - ジェラルディン・マクイーワン - 『ミス・マープル 予告殺人』
  - S・エパサ・マーカーソン - 『ブルース・イン・ニューヨーク』
  - シンシア・ニクソン - 『ルーズベルト 大統領の保養地』
  - ケリー・ラッセル - The Magic of Ordinary Days

#### ドラマシリーズ賞
- 『Dr.HOUSE』
  - 『グレイズ・アナトミー 恋の解剖学』
  - 『LOST』
  - 『NIP/TUCK マイアミ整形外科医』
  - 『レスキュー・ミー NYの英雄たち』
  - 『ROME［ローマ］』

#### ミュージカル・コメディシリーズ賞
- 『ザ・デイリー・ショー』
  - 『ボストン・リーガル』
  - 『コルベア・レポー』
  - 『アントラージュ★オレたちのハリウッド』
  - 『マイネーム・イズ・アール』

#### ミニシリーズ賞
- 『ELVIS エルヴィス』
  - 『追憶の街 エンパイア・フォールズ』
  - 『INTO THE WEST イントゥー・ザ・ウエスト』
  - Agatha Christie's Marple
  - 『黙示録 〜神の暗号を解く』
  - The Virgin Queen

#### テレビ映画賞
- Reefer Madness: The Movie Musical
  - Kidnapped
  - 『ブルース・イン・ニューヨーク』
  - The Magic of Ordinary Days
  - Our Fathers
  - 『ルワンダ 流血の4月』
  - 『ルーズベルト 大統領の保養地』

#### 助演男優賞 (シリーズ・ミニシリーズ・テレビ映画)
- ランディ・クエイド - 『ELVIS エルヴィス』
  - ブライアン・デネヒー - Our Fathers
  - ティム・ブレイク・ネルソン - 『ルーズベルト 大統領の保養地』
  - ポール・ニューマン - 『追憶の街 エンパイア・フォールズ』
  - ルーベン・サンチャゴ＝ハドソン - 『彼らの目は神を見ていた』
  - ウィリアム・シャトナー - 『ボストン・リーガル』

#### 助演女優賞 (シリーズ・ミニシリーズ・テレビ映画)
- リサ・エデルシュタイン - 『Dr.HOUSE』
  - ショーレ・アグダシュルー - 『24 -TWENTY FOUR-』
  - ジェーン・アレクサンダー - 『ルーズベルト 大統領の保養地』
  - カムリン・マンハイム - 『ELVIS エルヴィス』
  - サンドラ・オー - 『グレイズ・アナトミー 恋の解剖学』
  - ポリー・ウォーカー - 『ROME［ローマ］』

## 統計

### 映画
受賞:
- 4 / 8 『ブロークバック・マウンテン』: 監督賞、編集賞、ドラマ映画賞、歌曲賞
- 2 / 3 『ナイロビの蜂』: 撮影賞、助演男優賞（ドラマ映画）
- 2 / 3 『スター・ウォーズ エピソード3/シスの復讐』: 音響賞、視覚効果賞
- 2 / 5 『グッドナイト&グッドラック』: 美術賞、オリジナル脚本賞
- 2 / 5 『ウォーク・ザ・ライン/君につづく道』: 主演女優賞（ミュージカル・コメディ映画賞）、ミュージカル・コメディ映画賞
- 1 / 1 Äideistä parhain: 外国語映画賞
- 1 / 1 『トランスアメリカ』: 主演女優賞（ドラマ映画）
- 1 / 2 『ハッスル&フロウ』: 主演男優賞（ミュージカル・コメディ映画賞）
- 1 / 2 『プライドと偏見』: 衣裳デザイン賞
- 1 / 2 『イカとクジラ』:  助演女優賞（ドラマ映画）
- 1 / 3 『キャスト』: キャスト賞
- 1 / 4 『RENT/レント』: 助演女優賞（ミュージカル・コメディ映画賞）
- 1 / 5 『カポーティ』: 主演男優賞（ドラマ映画）
- 1 / 5 『キングダム・オブ・ヘブン』: 作曲賞
- 1 / 5 『キスキス,バンバン』: 助演男優賞（ミュージカル・コメディ映画賞）
- 1 / 9 『SAYURI』: 脚色賞

受賞無し:
- 0 / 2 『イン・ハー・シューズ』
- 0 / 2 『スタンドアップ』
- 0 / 3 『ヒストリー・オブ・バイオレンス』
- 0 / 4 『ジャーヘッド』
- 0 / 4 『Shopgirl/恋の商品価値』
- 0 / 6 『カンフーハッスル』
- 0 / 7 『シン・シティ』